# 世界収束二一一六
『世界収束二一一六』（せかいしゅうそくにいちいちろく）は、2016年2月24日にソニー・ミュージックアソシエイテッドレコーズより発売された日本のバンド、amazarashiの3枚目のフルアルバムである。

## 概要
初回限定盤A、初回限定盤B、通常盤という3形態で、初回限定盤AにはLIVE DVD・オリジナル小説・詩集本、初回限定盤Bにはamazarashiオリジナルフィギュアが封入される。
アートワークにはamazarashiのデビュー以前からジャケットやビデオクリップのビジュアルディレクションを担当しているYKBXの描き下ろしイラストが使用され、amazarashiオリジナルキャラクターでもあるテルテル坊主の新キャラクターが登場している。
1年4ケ月ぶりとなるフルアルバムには、TVアニメ「東京喰種√A」EDに起用された「季節は次々死んでいく」、ノイタミナ「乱歩奇譚 Game of Laplace」OPの「スピードと摩擦」を含む全12曲が収録されている。

## 収録曲
| 全作詞・作曲: 秋田ひろむ。 |                              |            |            |      |
| #                          | タイトル                     | 作詞       | 作曲・編曲 | 時間 |
| 1.                         | 「タクシードライバー」       | 秋田ひろむ | 秋田ひろむ | 5:13 |
| 2.                         | 「多数決」                   | 秋田ひろむ | 秋田ひろむ | 4:45 |
| 3.                         | 「季節は次々死んでいく」     | 秋田ひろむ | 秋田ひろむ | 5:38 |
| 4.                         | 「分岐」                     | 秋田ひろむ | 秋田ひろむ | 1:38 |
| 5.                         | 「百年経ったら」             | 秋田ひろむ | 秋田ひろむ | 5:39 |
| 6.                         | 「ライフイズビューティフル」 | 秋田ひろむ | 秋田ひろむ | 6:09 |
| 7.                         | 「吐きそうだ」               | 秋田ひろむ | 秋田ひろむ | 5:26 |
| 8.                         | 「しらふ」                   | 秋田ひろむ | 秋田ひろむ | 3:29 |
| 9.                         | 「スピードと摩擦」           | 秋田ひろむ | 秋田ひろむ | 3:31 |
| 10.                        | 「エンディングテーマ」       | 秋田ひろむ | 秋田ひろむ | 6:09 |
| 11.                        | 「花は誰かの死体に咲く」     | 秋田ひろむ | 秋田ひろむ | 4:44 |
| 12.                        | 「収束」                     | 秋田ひろむ | 秋田ひろむ | 2:28 |

| #  | タイトル                 | 作詞 | 作曲・編曲 |
| -- | ------------------------ | ---- | ---------- |
| 1. | 「後期衝動」             |      |            |
| 2. | 「季節は次々死んでいく」 |      |            |
| 3. | 「ヒガシズム」           |      |            |
| 4. | 「冷凍睡眠」             |      |            |
| 5. | 「スターライト」         |      |            |

## ツアー
2016年1月17日よりライブツアー「世界分岐二〇一六」が開始された。